# 森に潜む牙
「森に潜む牙」（もりにひそむきば）は、イギリスのSFドラマ『プライミーバル』の第2章第3話。イギリスではITV1で2008年1月26日に初放送された。

## あらすじ
「ラプトル襲撃」で明らかにされた時空の亀裂による電波障害から、コナーが主導となって無線通信を監視して亀裂を検出する亀裂探知装置を開発する。しかし探知装置が検出できなかった亀裂生物災害がブルー・スカイ・パークで発生し、調査チームは現場に急行することとなる。探知装置が作動しなかったコナーは半ば責任を追及されつつ、恋仲になっていたキャロラインと連絡を取りながらパークでの任務に就く。遺体の損傷からニックとアビーにより犯人はネコ科の大型猛獣と判断される。夜間の探索でスティーブンは女性従業員バレリーを発見して保護し、亀裂調査プロジェクトの内容を曖昧にして打ち明けてしまう。丁度2人が人間の悲鳴を聞きつけて急行すると、園長ピーターが猛獣に食い殺されていた。
偶然付近にいた撮り鉄の写真から、ピーターを襲った猛獣の正体がスミロドンであることが判明する。翌朝調査チームはスミロドンを捕獲するための落とし穴を掘っていたが、その最中に埋没していた人間の新たな遺体が発見される。人間を殺した犯人がスミロドンだとしても、埋めたのは別の存在、特に人間であるとニックは推測する。途中で襲撃してきたスミロドンを間一髪で躱した後、容疑者に浮上していたウエストがスミロドンを保護していないと判明する。落とし穴で遺体を調べていたニックは遺体の財布の中にバレリーの写真を見つけ、彼女がスミロドンを匿い、さらに死体遺棄に及んでいたと推察する。単身バレリーの家に突入したニックは彼女とスミロドンの幼体の写る写真を発見し、疑惑を確信に変える。
ニックの背後には銃を構えたバレリーが立っていた。スティーブンが半端に漏らした情報から彼女はスミロドンの正体が極秘の遺伝子実験により生まれた検体であると信じ込み、調査チームらを非人道的な存在と糾弾する。彼女はニックにスミロドンをけしかけて襲わせるが、興奮状態に陥ったスミロドンは誤ってバレリーを食い殺してしまう。アビーの麻酔によりスミロドンは鎮圧される。その後スミロドンはセンターへの輸送の途中で急死し、病原体を懸念したリークが処分したと明かす。そうこうするうちにセンターのメインフロアではサイレンが鳴り響く。これは亀裂探知装置のサイレンで、デモンストレーションではなく、真に亀裂が開いたことを示していた。亀裂発生の知らせを受けて調査チームは再び出動する。
場面は運河に移り、コナーの恋人キャロラインが裏でリークと繋がっていたことが明かされる。

## キャスト
日本語吹替声優は左からNHK放送版、DVD版の順。
ニック・カッター
演 - ダグラス・ヘンシュオール、声 - 堀内賢雄/大塚芳忠
スティーブン・ハート
演 - ジェームズ・マレー、声 - 川本克彦/加瀬康之
コナー・テンプル
演 - アンドリュー・リー・ポッツ、声 - 宮下栄治/浪川大輔
アビー・メイトランド
演 - ハナ・スピアリット、声 - 斉藤梨絵/足立友
ジェニー・ルイス
演 - ルーシー・ブラウン、声 - 加藤優子/小林さやか
ジェームズ・レスター
演 - ベン・ミラー、声 - 横島亘/御園行洋
オリバー・リーク
演 - カール・テオバルド、声 - 村治学
キャロライン・スティール
演 - ナオミ・ベントレー、声 - 佐古真弓
バレリー・アーウィン
演 - ギラン・カーニー
ピーター・キャンベル
演 - リック・ウォーデン
ウエスト
演 - イアン・ラルフ

## 登場する生物
スミロドン
第1章第4話「ドードーの悲劇」でサーベルタイガーがロンドン中を暴れ回るとヘレンが告げたものの、化石でない生きたサーベルタイガーの真の初登場は本作となった。

## 放送
イギリスではITV1で2008年1月26日に、ドイツでは Panik in Park という題で2008年4月21日にプロジーベンにて、アメリカ合衆国では2008年10月4日にBBCアメリカにて放送された。
日本では2009年9月10日に午後6時からNHKデジタル衛星ハイビジョン、午後8時からNHK総合で放送された。後に第3章が日本に上陸する直前には、2010年5月30日に午前10時50分から再放送された。

## 批評家の反応
Webサイト「The Sci-Fi Online」のポール・シンプソンは「森に潜む牙」を10点満点中8点と評価し、登場人物間に亀裂が入り始めて新たな脅威も現れつつあることに対し、「『プライミーバル』は第2シリーズで新たな層を加え続けている」と指摘した。シンプソンはスミロドンの緊迫した演出やバレリー役のギラン・カーニーの演技を称賛したほか、亀裂調査センターの秘密主義に異を唱えるスティーブンや、ジェニーとニックと関係性など、登場人物の動きが予想外だと述べた。また、シンプソンは本作を「もう一つの力強いエピソードだ」と高評価した一方、ニックがスミロドンから逃げるアクションシーンについては、アドベンチャーパークの設備を活用していて素晴らしいと称えつつも、学者であるニックがアクションをするのは不要な展開だったのではないかと批判した。
The Medium is Not Enoughのロブ・バークレーとDen of Geekのロバート・マクローリンは、本作に登場したスミロドンのCGIを批判した。特にマクローリンはCGIを大きな理由としてエピソード全体の評価も低いものとしている。バークレーは前話「オフィス街の霧」と比較してストーリーラインが愚かでないとしたが、いくつかの不自然な点を指摘した。